# Joseph Franz Valerian von Arco
Joseph Franz Valerian von Arco (auch Joseph Franz Valerian Felix Reichsgraf von Arco; * 16. September 1686 in Arco; † 24. März 1746) war 1730–1746 Fürstbischof von Chiemsee.

## Leben
Joseph Franz Valerian entstammte dem Adelsgeschlecht Arco. Er war Graf von Arco und Herr von Spina, Drena, Ristorio und Castellino. Seine Eltern waren der kaiserliche wirkliche Geheime Rat und Kammerherr Vinciquerra von Arco und dessen zweite Ehefrau Pulcheria Felicitas von Thun.
Joseph Franz Valerian studierte Philosophie in Salzburg und danach Katholische Theologie und beide Rechte in Innsbruck, die er wahrscheinlich mit der Promotion abschloss. Seit 1721 war er Domherr in Salzburg, wo er 1725 zum Priester geweiht wurde. 1728 ernannte ihn Erzbischof Leopold Anton von Firmian zum Geheimen Rat und entsandte ihn zu Verhandlungen in Salzangelegenheiten an den Münchner Hof.
Nach dem Tod des Chiemseer Bischofs Karl Joseph von Kuenburg nominierte ihn Erzbischof Firmian am 21. Dezember 1729 zu dessen Nachfolger. Die Bestätigung erfolgte am 19. Februar und die Amtseinführung auf Herrenchiemsee am 21. Mai 1730. 1731 führte er im Auftrag des Erzbischofs Firmian Gespräche in München, bei denen es um militärische Hilfe gegen die angeblich rebellierenden protestantischen Untertanen ging. Während seiner Amtszeit verkaufte er das zum Bistumsbesitz gehörende Weiherschlössl auf der Gmain bei Salzburg. Das gewöhnlich den Chiemseer Bischöfen zustehende Amt des Weihbischofs in Salzburg konnte er nicht wahrnehmen. Es wurde deshalb dem Salzburger Schneeherrn Anton Felix Ciurletti übertragen.
Sein Sterbeort ist nicht bekannt; sein Leichnam wurde im Salzburger Dom beigesetzt.